# Фторволокно
Фторволокна — волокна, які одержують з фторовмісних полімерів. Фторволокна — малотоннажні хімічні волокна технічного призначення.
Комплекс специфічних цінних властивостей фторволокна — висока стійкість до дії агресивних середовищ в широкому діапазоні температур, висока теплостійкість, відмінні діелектричні властивості, низький коефіцієнт тертя і інші — обумовлює переважне застосування їх у багатьох областях сучасної техніки.

## Отримання
З великого числа фторовмісних полімерів для формування волокон у промисловості використовують тільки політетрафторетилен і ацетонорозчинні фторопласти.

## Застосування
Фторволокна — сировина для сальникових набивок і фільтрувальних тканин, захисного одягу та космічних скафандрів, електроізоляційних матеріалів і антифрикційних прокладок в самозмащувальних підшипниках, протезів кровоносних судин і клапанів серця та інші.